# Agistemus subreticulata
Agistemus subreticulata är en spindeldjursart som först beskrevs av Charles Thorold Wood 1967.  Agistemus subreticulata ingår i släktet Agistemus och familjen Stigmaeidae. Inga underarter finns listade i Catalogue of Life.